# Muntanya de Siurana
La Muntanya de Siurana és una muntanya de 137 metres que es troba al municipi de Viladamat, a la comarca catalana de l'Alt Empordà.